# Eddie Robinson
Eddie Robinson (ur. 19 czerwca 1978 w Orlando) – amerykański piłkarz występujący na pozycji obrońcy. Zawodnik klubu Houston Dynamo.

## Kariera klubowa
Robinson karierę rozpoczynał w 1997 roku w zespole North Carolina Tar Heels z uczelni University of North Carolina at Chapel Hill. W 2001 roku poprzez MLS SuperDraft trafił do San Jose Earthquakes z MLS. W tych rozgrywkach zadebiutował 21 kwietnia 2001 roku w przegranym 1:2 pojedynku z Miami Fusion. 27 lipca 2002 roku w przegranym 1:2 spotkaniu z Kansas City Wizards strzelił pierwszego gola w MLS. W 2001 roku oraz w 2003 roku zdobył z zespołem MLS Cup, a w 2005 roku otrzymał z nim nagrodę MLS Supporters' Shield. W 2006 roku wraz z San Jose Eartquakes przeniósł się do Houston, gdzie klub kontynuował grę pod nazwą Houston Dynamo. W tym samym roku, a także rok później Robinson zdobył z nim MLS Cup.

## Kariera reprezentacyjna
W reprezentacji Stanów Zjednoczonych Robinson zadebiutował 19 stycznia 2008 roku w wygranym 2:0 towarzyskim meczu ze Szwecją, w którym strzelił także gola.